# Nizier de Lyon
Pour les articles homonymes, voir Nizier et Nicet.
Nizier de Lyon (en latin Nicetius) (513-2 avril 573) est un évêque de Lyon qui joua un grand rôle au niveau conciliaire. Il est reconnu saint, et fêté le 2 avril. 

## Biographie
Né en Bourgogne dans une famille sénatoriale, fils de Florentinus et de son épouse Artémia, d'une jeunesse exemplaire, il est ordonné à Chalon-sur-Saône vers 543. Le 19 janvier 553, il succède comme évêque de Lyon à son oncle l'évêque Sacerdos.
Il est fort actif dans son diocèse. D'après la tradition, il obtient du roi Childebert et de la reine Ultrogothe la création d'un premier hospice à Lyon afin de pouvoir accueillir les pèlerins et les pauvres. Il est aussi un exorciste. 
Il reçoit du pape le titre de Patriarche. Il est probablement inhumé dans l'église qui porte son nom à Lyon, alors dénommée église des Saints-Apôtres.
Par sa sœur, il fut le grand-oncle de Grégoire de Tours qui écrivit sa vie dans les Vitae patrum. 
Des miracles lui sont attribués après sa mort. Son second successeur, l'évêque Aetherius, qui avait bien connu Nizier, contribue à la diffusion de son culte.